# L'enigma delle due sorelle
L'enigma delle due sorelle è uno sceneggiato di genere giallo/thriller, prodotta in Italia nel 1979, diretta da Mario Foglietti.
È andata in onda per la prima volta sulla Rete 1 della Rai (l'odierna Rai 1) per quattro domeniche in prima serata dal 27 gennaio al 17 febbraio 1980.
Tra gli interpreti principali troviamo Delia Boccardo, Enrico Papa, Laura Belli, Giancarlo Dettori, Giampiero Albertini, Laura Trotter, Susanna Javicoli e Gisella Burinato.

## Trama

### Primo episodio
Roma, Nora Mariani, affermata fotografa presso un'agenzia pubblicitaria, la Signal, è perseguitata da strane telefonate in cui una voce femminile le dice di essere sua sorella Claudia, deceduta a seguito di un incidente stradale avvenuto due anni prima in Germania, in cui erano state coinvolte anche Nora, che guidava la macchina, ed un'autostoppista tedesca, alla quale le due avevano dato un passaggio; a causa di quel trauma, Nora non è più riuscita a guidare. Le telefonate sono sempre più frequenti ed insistenti, tanto che Nora si convince che sua sorella sia ancora viva.
Nora è infatuata di Gerardo Anderlini, proprietario della Signal, sposato con Antonietta Folchi, una donna con problemi di mente, da poco dimessa da una clinica psichiatrica; oltre a questi, è corteggiata anche da Stefano, in passato anch'esso dipendente dell'agenzia pubblicitaria, ma Nora non ricambia il sentimento del ragazzo, da lei considerato immaturo; anche Doretta, collega di lavoro di Nora, è innamorata di Gerardo, e lo confessa alla fotografa.
Nel frattempo una nuova telefonata anonima indirizza Nora ad un misterioso appartamento; la donna, accompagnata da Stefano, vi si reca e conosce un tale, Rocco Domenicò, che afferma di essere il fidanzato di Claudia, e conferma a Nora che sua sorella è viva, lasciando la donna ancora più confusa e sconcertata.
Durante un servizio fotografico pubblicitario per una linea d'abbigliamento autunnale fatto in un parco pubblico, si alza un forte vento che costringe l'intera troupe a sospendere il lavoro; poco prima Nora, attraverso l'obiettivo fotografico, crede di scorgere una figura femminile simile a Claudia, ma non ha tempo di approfondire la cosa; quando il vento si placa Mariangela, altra fotografa dell'agenzia, fa un raccapricciante rinvenimento; sotto un albero del parco, trova Antonietta, morta sgozzata; il commissario Franceschi viene incaricato di seguire il caso.

### Secondo episodio
Geraldo licenzia Nanà, la donna pronuncia oscure parole di minaccia. Nora riceve la visita di un antiquario, costui le racconta che Claudia gli ha proposto l'acquisto di alcuni quadri di valore che si trovano nella loro villa. Sconvolta dalla rivelazione, Nora decide di recarsi al Lago di Martignano, accompagnata da Stefano. Durante l'assenza di Nora, alla Signal, Mariangela scopre un cadavere, quello di Rocco. Intanto alla villa di Martignano, Nora è accolta dai due vecchi custodi; visitando la villa, Stefano si rende conto che racchiude un autentico tesoro di quadri e di opere d'arte; perseguitata da angoscianti ricordi, Nora non resiste più all'atmosfera della villa, sulla strada del ritorno, approfittando di una sosta, che ha incominciato a diffidare di Stefano, fugge con l'auto di lui.

### Quarto episodio
Nora, dopo essere riuscita a fuggire dalla clinica, torna a casa e qui riceve una telefonata di Claudia: a questo punto, la donna capisce di non essere pazza giacché, a differenza dei messaggi lasciati sulla segreteria telefonica, stavolta ha parlato proprio con la sorella. Quest'ultima le dà appuntamento là dove da bambine le due videro morire affogato un passerotto. Nora intuisce che si tratta della villa sul lago di Martignano e, salita sull'auto di Stefano, parte alla volta della magione. La macchina, però, si ferma lungo il tragitto, ma la ragazza giunge comunque a destinazione grazie a un automobilista che le dà un passaggio. Nella villa intanto Claudia incontra Mirella. La custode comprende tuttavia che colei che ha di fronte non è chi la misteriosa figura finge di essere, né tanto meno Nora, e per questo viene uccisa. Proprio in quegli istanti Nora, dopo essere stata trattenuta per un po' dal custode Giuseppe, sale al piano superiore e trova il cadavere di Mirella. Sconvolta, si ritrova di fronte a Doretta che cerca di convincerla del fatto che sia stata proprio lei credendosi Claudia ad assassinare la donna. Doretta trascina l'amica fuori e la spinge a suicidarsi lasciandosi annegare nel lago. Subito dopo telefona a qualcuno che arriva nella villa proprio quando vi giunge anche il commissario Franceschi: si tratta del proprietario della Signal, Gerardo Anderlini. Si scopre che dietro al piano per far impazzire Nora c'era in realtà lui con la complicità di Doretta, che ha ucciso la moglie dell'uomo, Rocco Domenicò, Nanà e Mirella; la ragazza, perdutamente innamorata di Gerardo, lo ha aiutato a mettere in atto il suo piano per sbarazzarsi della moglie, cercando di far ricadere la colpa su Nora, la cui storia l'uomo aveva appreso quando la moglie Antonietta era ricoverata nella stessa clinica in cui Nora si trovava dopo l'incidente; gli omicidi di Domenicò, della modella Nanà e della custode della villa Mirella sono stati compiuti per eliminare tre scomodi testimoni che avrebbero potuto rivelare la verità. Il commissario Franceschi irrompe nella stanza dove si trovano i due diabolici amanti e li incastra, non prima di aver salvato coi suoi uomini Nora. La donna viene ricoverata in un ospedale e qui la raggiunge Stefano, pronto a prendersi cura di lei.

## Sigla TV
La musica della sigla dello sceneggiato, intitolata Enigma, è stata composta da Pino Calvi e pubblicata nel 1980 su dischi CGD.
Durante i titoli di testa viene mostrato l'antefatto della vicenda: l'incidente stradale che coinvolge le due sorelle e l'autostoppista tedesca, con l'auto che esce di strada in curva e si capovolge in un prato sottostante.